# کلاینر بینن
کلاینر بینن (به آلمانی: Kleiner Binnensee) منظره حفاظت شده طبیعی، منطقه توریستی در شرق هوهواخت آلمان قرار دارد. کلاینر بینن به دلیل ورود آب شور از دریای بالتیک به دریاچه آن در سال ۱۹۶۴ آسیب فراوانی دید سبب رشد گیاهان شوره‌زی در این منطقه گردید. از حیوانات کلاینر بینن می‌توان گاو اسکاتلندی، شانه به سر، مرغ درازپا، پاشلک معمولی، مرغابی، پرستو کوچک دریایی اشاره کرد. ساحل دریایی کلاینر بینن یکی از تفرج‌گاه‌های برهنگان در آلمان است.